# Dirk Willems
Dirk Willems (Asperen — overleden 16 mei 1569; ook wel gespeld als Durk Willems) was een Nederlandse martelaar en wederdoper die het meest bekend is omdat hij uit de gevangenis ontsnapte, maar zich vervolgens omdraaide om zijn achtervolger te redden - die door dun ijs was gezakt terwijl hij Willems achtervolgde - om vervolgens opnieuw gevangen te worden genomen en vermoord vanwege zijn overtuigingen.

## Leven
Willems werd geboren in Asperen, Gelderland, Nederland. Hij werd als jonge man in Rotterdam herdoopt (wederdoper) en verwierp daarmee de kinderdoop die destijds door zowel katholieken als gevestigde protestanten in Nederland werd beoefend en die hij eerder had ontvangen. Deze actie, en zijn blijvende toewijding aan zijn nieuwe geloof en de doop van verschillende andere mensen in zijn huis, leidde tot zijn veroordeling door de rooms-katholieke kerk in Nederland en de daaropvolgende arrestatie in Asperen in 1569.
Willems werd vastgehouden in een tot gevangenis omgebouwd woonpaleis, waaruit hij ontsnapte met behulp van een touw gemaakt van aan elkaar geknoopte lompen. Hiermee kon hij zich uit de gevangenis naar de bevroren gracht laten zakken. Een bewaker merkte zijn ontsnapping op en zette de achtervolging in. Willems kon het dunne ijs van een bevroren vijver, het Hondegat, oversteken vanwege zijn lichtere gewicht doordat hij op gevangenisrantsoenen had geleefd. De achtervolgende bewaker zakte echter door het ijs en schreeuwde om hulp, spartelend in het ijskoude water. Willems kwam terug om het leven van zijn achtervolger te redden en werd opnieuw opgepakt. Zijn voormalige achtervolger gaf te kennen Willems te willen laten gaan, maar de burgemeester "herinnerde de achtervolger aan zijn eed", waardoor hij Willems toch gevangen nam.
Willems werd daarna vastgehouden totdat hij werd veroordeeld door een groep van zeven rechters, die, onder verwijzing naar Willems '"koppig volharden in zijn mening", bevalen dat hij op 16 mei 1569 op de brandstapel zou worden verbrand en dat al zijn bezittingen in beslag zouden worden genomen "ten behoeve van Zijne Koninklijke Majesteit ". Willems werd in Asperen geëxecuteerd, en omdat er die dag een sterke oostenwind stond, kreeg het vuur geen vat op het bovenlichaam van de veroordeelde, waardoor de marteling langer duurde. Er werd verteld dat de wind zijn geschreeuw helemaal naar het nabijgelegen Leerdam voerde, waar men hoorde dat hij meer dan zeventig keer dingen riep als "O Heer; mijn God", enz. De deurwaarder te paard vlak bij was zo bedroefd door het lijden van Willems dat hij tegen de beul zei: 'Maak er een einde aan met een snelle dood.' Hoewel het niet bekend is of de beul dit verzoek heeft ingewilligd, is het wel bekend dat Willems daar uiteindelijk stierf, "met grote standvastigheid", en "nadat hij zijn ziel aan Gods handen had toevertrouwd".

## Nalatenschap
Tegenwoordig is Dirk Willems een van de meest herdachte martelaren onder de wederdopers, waaronder mennonieten en Amish, en een volksheld onder de tegenwoordige inwoners van Asperen. Een historisch drama gebaseerd op zijn leven – Dirk's Exodus – werd in 1989 geschreven door James C. Juhnke. In 2018 werd een standbeeld van Dirk Willems onthuld in het Mennonite Heritage Village museum in Steinbach, Manitoba, Canada.
In Asperen is er een straat naar hem vernoemd; Dirk Willemszstraat en kan het Dirk Willemszwandelpad bewandeld worden.